# 이솔태

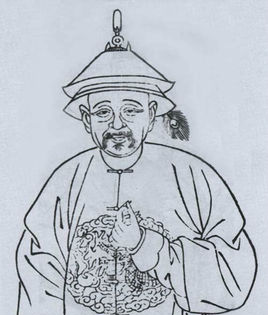
이솔태(李率泰)

이솔태(李率泰, ?-1666)는 자(字)는 수주(壽疇) 혹은 숙달(叔達)이며, 청(淸) 초기 정치가이다. 한군(漢軍) 정람기(正藍旗) 출신이다. 부친은 명(明) 최초로 청에 투항한 장수 이영방(李永芳)이다.
본명은 이연령(李延齡)이다. 12세에 누르하치(Nurhaci, 努爾哈赤)를 입시(入侍)하면서 솔태(率泰)라는 이름을 하사받았다. 청태종(淸太宗) 즉위 시기, 공적으로 매륵액진(梅勒額眞, 만주어 머이런 어전)에 발탁되었다. 순치(順治) 원년(1644), 형부참정겸매륵액진(刑部參政兼梅勒額眞)으로서 도르곤(Dorgon, 多爾袞)을 따라 입관(入關)하였고, 이자성(李自成) 군대를 공격하였다. 다음해인 순치 2년(1645), 도도(Dodo, 多鐸)를 따라 잇달아 소주(蘇州), 송강(松江), 강음(江陰) 등지를 함락하였다. 순치 3년(1646), 절강(浙江)과 복건(福建)에 주둔하였다. 순치 10년(1653), 양광총독(兩廣總督)에 제수되었고, 남명(南明) 계왕(桂王) 영력제(永曆帝) 정권을 공격하였다. 순치 13년(1656), 민절총독(閩浙總督)으로 조발되었다. 강희(康熙) 2년(1663), 경계무(耿繼茂)와 함께 하문(廈門)과 금문(金門) 등에 진공하여 점거하였고, 이로 인해 정경(鄭經)은 대만(臺灣)으로 후퇴하였다.